# Trịnh Thanh công
Trịnh Thanh công (chữ Hán: 鄭聲公; trị vì: 500 TCN–463 TCN), tên thật là Cơ Thắng (姬勝), là vị vua thứ 19 của nước Trịnh – chư hầu nhà Chu trong lịch sử Trung Quốc.
Cơ Thắng là con trai của Trịnh Hiến công – vị vua thứ 18 của nước Trịnh. Năm 501 TCN, Trịnh Hiến công qua đời, Cơ Thắng lên nối ngôi, tức Trịnh Thanh công.

## Chiến tranh với Tống và Tấn
Sau nhiều năm xung đột vì Lỗ theo Tấn mà xâm lấn Trịnh, năm 499 TCN, Lỗ Định công nghị hòa với nước Trịnh, sai Thúc Hoàn sang nước Trịnh cùng Trịnh Thanh công thề hòa hiếu. Sử ký xác nhận từ thời Trịnh Thanh công, nước Trịnh bắt đầu suy yếu.
Em Tống Cảnh công là công tử Địa vì có mâu thuẫn nên chạy sang nước Trần. Một người em khác là công tử Thìn cùng các đại phu Trọng Đà, Thạch Khu cũng chạy sang Trần, rồi mang quân về đánh Tống nhưng thất bại, phải chạy sang Lỗ rồi lại sang Trịnh.
Năm 496 TCN, Chính khanh nước Trịnh là Tử Sản mất, dân chúng thương khóc như mất cha mẹ.
Năm 495 TCN, Trịnh Thanh công giúp công tử Địa, cho nương nhờ rồi sai Hãn Đạt mang quân giúp, đánh bại quân Tống ở đất Lão Khưu.
Nước Trịnh giúp họ Phạm và họ Trung Hàng chống lại họ Triệu, Ngụy, Hàn và Trí. Năm 494 TCN, Triệu Ưởng mang Tấn Định công đi đánh Trịnh. Hai bên gặp nhau ở đất Thiết, giao tranh lớn. Quân Trịnh đánh Triệu Ưởng bị thương ở vai nhưng cuối cùng quân Trịnh thua to. Sau khi đánh bại quân Trịnh, Triệu Ưởng đánh diệt họ Phạm và họ Trung Hàng.
Năm 488 TCN, quân Tống sang đánh nước Trịnh trả thù, nhưng không phân thắng bại, bèn tiến sang đánh nước Tào. Trịnh Thanh công bèn điều quân cứu Tào, tấn công vào địa giới nước Tống.
Nhưng quân Tống vẫn tiếp tục đánh Tào không lui về. Sang năm sau, quân Tống vây đánh Tào không được, mới rút quân về nước nhưng tướng Tống là Chữ Sư Tử Phì bị dân nước Tào chửi rủa thậm tệ, bèn dừng quân lại báo với Tống Cảnh công. Vua Tống tức giận truyền quân quay trở lại tấn công, quân Trịnh không làm gì được phải rút về. Tống Cảnh công diệt nước Tào.
Trong những năm 484 TCN đến 481 TCN, Tống và Trịnh tiếp tục xảy ra xung đột nhưng không phân thắng bại.
Năm 465 TCN, Tuân Dao nước Tấn đem quân đánh Trịnh, chiếm 9 ấp.
Năm 463 TCN, Trịnh Thanh công qua đời. Ông ở ngôi 38 năm. Con ông là Cơ Dịch lên nối ngôi, tức Trịnh Ai công.